# Túneles del Serrallo
Los túneles del Serrallo son dos túneles que comunican por carretera la ciudad de Granada en España. Fueron inaugurados en 1995 con motivo del plan de infraestructuras para dar acceso a la estación de esquí, que celebró el Campeonato Mundial de Esquí Alpino de 1996.

## Características
Cada túnel mide unos 800 metros. Llevan cada uno una calzada con dos carriles. El paso de peatones y ciclistas está prohibido. Los túneles conectan la autovía autonómica andaluza A-395 desde la ciudad, cruzando la montaña del Serrallo hasta el valle del Genil, donde continúa por la carretera que llega a la estación de esquí de Pradollano. Además los túneles dan acceso a la zona sureste de la ciudad de Granada y al conjunto monumental de la Alhambra, evitando así el paso de los turistas por el centro de la ciudad.